# Lake Tomahawk (Wisconsin)
Lake Tomahawk es un municipio situado en el condado de Oneida, Wisconsin, Estados Unidos. Tiene una población estimada, a mediados de 2022, de 1153 habitantes.

## Geografía
El municipio está ubicado en las coordenadas 45°46′25″N 89°36′09″O / 45.77361, -89.60250 (45.773731, -89.602427). Según la Oficina del Censo de los Estados Unidos, tiene una superficie total de 102.2 km², de la cual 88.2 km² corresponden a tierra firme y 14.0 km² están cubiertos de agua.

## Demografía
Según el censo de 2020, en ese momento había 1155 personas residiendo en la zona. La densidad de población era de 13.1 hab./km². El 90.91% de los habitantes eran blancos, el 3.55% eran afroamericanos, el 1.39% eran amerindios, el 0.17% eran asiáticos, el 0.52% eran de otras razas y el 3.46% eran de una mezcla de razas. Del total de la población el 1.56% eran hispanos o latinos de cualquier raza.